# František Kotlaba
František Kotlaba (né le 20 mai 1927 à Vlastiboři, près de Soběslav et mort le 11 juin 2020 à Prague, ) est un botaniste et mycologue tchèque.

## Carrière
Après avoir été diplômé en sciences naturelles et pédagogie à l'université Charles de Prague, František Kotlaba obtient un poste au musée national de Prague en 1957. De 1962 à 1990, il est employé scientifique à l'Académie tchèque des sciences. Pendant longtemps, il a aussi fait partie de la rédaction du journal Mykologické listy. Il est l'auteur de plusieurs ouvrages, dont certains sont des références reconnues dans le monde scientifique. Le journal mycologique Ceská Mykologie (devenu Czech Mycology en 1994), auquel il a contribué, lui a consacré une édition spéciale en 2007 pour ses 80 ans. La même année, un genre de polypores est nommé Frantisekia en son honneur.

### Recherches
Les principales recherches de František Kotlaba portaient sur la taxinomie, la distribution géographique et l'écologie des agarics et des bolets. Il a également publié plusieurs ouvrages sur le sujet de la conservation des champignons. En 1972, avec Zdenek Pouzar, il a marqué l'histoire de la taxinomie en définissant les familles des Entolomataceae et des Pluteaceae, dans Ceská Mykologie.